# Конфорто, Майкл
Майкл Томас Конфорто (англ. Michael Thomas Conforto, 1 марта 1993, Сиэтл, Вашингтон) — американский бейсболист, аутфилдер клуба Главной лиги бейсбола «Нью-Йорк Метс». Участник Матча всех звёзд 2017 года.

## Биография

### Ранние годы и студенческая карьера
Майкл Конфорто родился 1 марта 1993 года в Сиэтле в семье двукратной олимпийской чемпионки по синхронному плаванию Трейси Руис-Конфорто и её супруга Майка, игравшего в американский футбол на студенческого уровне. У него есть старшая сестра Джаклин. Во время учёбы в школе Майкл играл в бейсбол на месте шортстопа, а также был квотербеком и сэйфти футбольной команды. В 2004 году он был одним из лидеров команды, выигравшей региональный турнир и вышедшей в Мировую серию детской лиги. После окончания школы он получил спортивную стипендию в университете штата Орегон. В своём дебютном сезоне в студенческом чемпионате Конфорто был лучшим бьющим команды с показателем эффективности 34,9 %, а также набрал 76 RBI, установив рекорд университета. В сезоне 2013 года Майкл в составе «Орегон Стейт Биверс» принимал участие в играх студенческой Мировой серии. В 2012 и 2013 годах он также выступал в составе студенческой сборной США. Два раза подряд его признавали Игроком года в конференции Pac-12. Всего за свою студенческую карьеру Конфорто провёл 182 игры, в которых отбивал с показателем 34,0 %, выбив 31 хоум-ран и набрав 179 RBI.

### Нью-Йорк Метс
На драфте Главной лиги бейсбола 2014 года Конфорто был выбран клубом «Нью-Йорк Метс» под общим десятым номером. В июле того же года он подписал с командой контракт, сумма подписного бонуса составила 2,97 млн долларов. В фарм-системе организации он выступал за «Бруклин Сайклонс», «Сент-Луси Метс» и «Бингемтон Метс». Его суммарный показатель отбивания в играх за эти команды составил 30,8 %. В июле 2015 года Майкл был переведён в основной состав команды и дебютировал в Главной лиге бейсбола. Он стал тысячным бейсболистом, вышедшим на поле в составе «Нью-Йорк Метс». В регулярном чемпионате 2015 года он провёл 56 матчей, сыграв заметную роль в успешном выступлении команды и её выходе в Мировую серию. Конфорто стал третьим в истории бейсболистом, сыгравшем в Мировых сериях детской, студенческой и профессиональной лиг. В четвёртом матче серии он выбил два хоум-рана, став самым молодым автором такого достижения в истории клуба.
Сезон 2016 года сложился для Майкла неудачно. Он хорошо провёл первый месяц регулярного чемпионата, но затем его эффективность снизилась, он получил травму запястья и был переведён в фарм-клуб AAA-лиги «Лас-Вегас Фифти Уанс». Вернуться в основной состав «Метс» он смог только в сентябре. По итогам сезона его показатель отбивания составил 22,0 %, он выбил 12 хоум-ранов и набрал 42 RBI при 89 полученных страйкаутах. Ожидалось, что чемпионат 2017 года он начнёт в «Лас-Вегасе», но из-за травм Хуана Лагареса и Йоэниса Сеспедеса Конфорто был оставлен в основном составе. В результате он принял участие в 109 матчах команды, повысив свою эффективность на бите до 27,9 %. Летом он впервые в своей карьере принял участие в Матче всех звёзд Главной лиги бейсбола. Осенью 2017 года Майкл перенёс операцию на плече. Первую часть следующего сезона он отыграл не очень удачно, его показатель OPS составил только 71,0 %. Во второй части регулярного чемпионата Конфорто действовал лучше, приблизившись к своей лучшей форме. К завершению сезона его OPS вырос до 79,7 %, он установил личный рекорд, выбив 28 хоум-ранов.
В 2019 году Конфорто зарекомендовал себя как один из лидеров «Метс», а также провёл свой лучший с точки зрения статистики сезон. В 151 сыгранном матче его показатель отбивания составил 25,7 %, он набрал 92 RBI и улучшил свой рекорд по выбитым хоум-ранам до 33. Во многом благодаря его игре команда до последних дней сезона вела борьбу за выход плей-офф. В сокращённом сезоне 2020 года он снова улучшил свою атакующую эффективность, отбивая с показателем 32,2 %, а «Нью-Йорк Метс» стали одной самых результативных команд лиги.